# Doru Tureanu
Doru Tureanu (* 11. Januar 1954 in Bukarest; † 11. März 2014 ebenda) war ein rumänischer Eishockeyspieler und -trainer.

## Karriere
Doru Tureanu verbrachte seine gesamte Vereinskarriere in seiner Heimatstadt bei Dinamo Bukarest, für das er von 1970 bis 1987 in der rumänischen Eishockeyliga auflief. Mit seiner Mannschaft gewann er in diesem Zeitraum sechs Mal den nationalen Meistertitel (1971, 1972, 1973, 1976, 1979 und 1981). Sowohl bei Dinamo, als auch im Nationalteam, spielte er zusammen mit Marian Costea und Dumitru Axinte in einer Angriffsformation. Nach dem Ende seiner aktiven Laufbahn war er für kurze Zeit Trainer der rumänischen Eishockeynationalmannschaft.
Im Jahr 2011 wurde er als erst zweiter Rumäne überhaupt nach Eduard Pană in die IIHF Hall of Fame aufgenommen. Nach der Scheidung von seiner Frau zog sich Tureanu immer weiter aus der Öffentlichkeit zurück. 2013 verlor er seine Wohnung und wurde in ein Sanatorium eingeliefert, aus dem er wenig später floh. Am 2. März 2014 erlitt Tureanu einen Schlaganfall, an dessen Folgen er am 11. März 2014 im Bukarester Spitalul Colentina verstarb.

### International
Für Rumänien nahm Tureanu an den C-Weltmeisterschaften 1971, 1972, 1973, 1974, 1975, 1977, 1978, 1980, 1981, 1982, 1983, 1984, 1985, 1986 und 1987 sowie den B-Weltmeisterschaften 1976 und 1979 teil. Zudem stand er im Aufgebot seines Landes bei den Olympischen Winterspielen 1976 in Innsbruck und 1980 in Lake Placid.
Insgesamt absolvierte Tureanu über 100 Länderspiele, in denen er 74 Tore und 39 Assists (insgesamt 113 Scorerpunkte) erzielte.

## Erfolge und Auszeichnungen
- Rumänischer Meister mit Dinamo Bukarest (6): 1971, 1972, 1973, 1976, 1979, 1981
- 2011 Aufnahme in die IIHF Hall of Fame